# Viggo Ingvorsen
Viggo Charles Edwin Ingvorsen (født 9. august 1912 i København, død 17. juli 2005 Lindehøj Sogn[kilde mangler]) var en dansk kapgænger, lagerchef og senere kontorist. Han var fra 15. oktober 1940 til 15. marts 1941 medlem af Danmarks Nationalsocialistiske Arbejderparti, det danske nazistparti. Han var medlem af IF Sparta i København.
Ingvorsen vandt ni danske mesterskaber på 50 km i perioden 1938-1947 og satte 1941 verdensrekord på distancen. Han vandt også flere danske mesterskaber på 20 km. Han satte verdensrekord på 50 km med 4:24.47 den 17. august 1941 i Odense, da han slog nordmanden Edgar Bruuns rekord fra 1936. Ingvorsens rekord blev først slået 4. august 1946 af Josef Doležal fra Tjekkoslovakiet.

## Politiske anklager
Ingvorsens næstsidste mesterskab blev vundet på 50 km 19. august 1945. Han var storfavorit eftersom han ud over at have vundet mesterskabet de foregående syv år havde opnået resultater i absolut verdensklasse, og var verdensrekordholder på distancen. Han vandt en komfortabel sejr i tiden 4.52.30, mere end 22 minutter foran Harry Kristensen fra Freja Odense. 
Ingvorsen og Kristensen var dog de eneste deltagere, alle andre tilmeldte kapgængere havde valgt att boykotte DM. Harry Kristensen modtog truslen "Der kommer ikke én eneste KIF'er til Frejas stævner i fremtiden, hvis du deltager!" af KIF’eren Svend Aage Hansen kort før starten på Østerbro Stadion i København. Kristensen så stort på truslen og startede som Ingvorsens eneste modstander i DM-konkurrencen og Svend Aage Hansen modtog senere en irettesættelse af Dansk Atletik Forbund for sin trussel imod Harry Kristensen.
Baggrunden til den massive DM-boykot var Ingvorsens nazistiske sympatier som Københavns Atletik Forbund 14. juni 1945 havde klaget over til Dansk Atletik Forbund. Københavns Atletik Forbund anklagede Viggo Ingvorsen for:
1. At have fraterniseret med tyskerne under den tyske besættelse 1940-1945.
2. At have inviteret en tysk soldat med til fælles kaffebord efter en konkurrence.
3. At have holdt et foredrag om Den nye tid, dvs. om sport i Danmark efter nazistisk model, i august 1940 i Brønshøj.
4. At have været medlem af Danmarks Nationalsocialistiske Arbejderparti.
5. At være blevet modtaget med nazihilsner ved hjemkomsten fra en konkurrence
6. At have stået vagt ved nazibladet Fædrelandets redaktion.

Kun punkt 3, Ingvorsens foredrag i Brønshøj, kunne bevises. Dette forhold beklagede Dansk Atletik Forbunds amatør- og ordensudvalg på et møde 20. juli. I de fem øvrige forhold frafaldt man tiltalen af mangel på bevis, men 13. oktober kom en ny kendelse. Man havde nu fundet bevis for, at Ingvorsen havde været medlem af Danmarks Nationalsocialistiske Arbejderparti. I Bovrup-Kartoteket over landssvigere stod han nemlig opført som indmeldt 15. oktober 1940 og udmeldt 15. marts 1941. Desuden var der vidner på, at han var blevet set ved en nazistdemonstration, Dansk Atletik Forbund mente dog ikke at det var bevist. De fem måneders medlemskab af Danmarks Nationalsocialistiske Arbejderparti fem år tidligere medførte et års karantæne fra al sport med start 13. oktober 1945 og 26. november samme år blev DM på 50 km 19. august annulleret efter en kendelse afsagt af Dansk Atletik Forbund. Karantænen skulle dog stadigvæk afvikles fra 13. oktober og et år frem.
Da karantænen var overstået i 1947 genvandt han sin titel i en tid, der var betydeligt bedre end den tid, bronzemedaljen ved EM året før var vundet på.

## Danske mesterskaber
- Guld 1947 50 km kapgang
- Guld 1945 50 km kapgang
- Guld 1944 50 km kapgang
- Guld 1943 50 km kapgang
- Guld 1942 20 km kapgang
- Guld 1942 50 km kapgang
- Guld 1941 20 km kapgang
- Guld 1941 50 km kapgang
- Guld 1940 20 km kapgang
- Guld 1940 50 km kapgang
- Guld 1939 20 km kapgang
- Guld 1939 50 km kapgang
- Guld 1938 20 km kapgang
- Guld 1938 50 km kapgang
- Guld 1937 20 km kapgang

## Verdensrekord
- 50 km gang: 4:24.47 17. august 1941 i Odense